# Тюменяк
Тюменя́к (рос. Тюменяк, башк. Төмәнәк) — село у складі Туймазинського району Башкортостану, Росія. Адміністративний центр Тюменяківської сільської ради.
Населення — 1070 осіб (2010; 935 у 2002).
Національний склад:
- башкири — 64 %
- татари — 35 %